# Juan de Salas Valdés
Juan de Salas Valdés (Salas, Asturias, c. 1525 − Cuzco, 1585; llamado a veces el Viejo o el Factor  para distinguirle de parientes homónimos) fue un noble, militar y funcionario español que tomó parte en la conquista del Perú y en el gobierno de este virreinato. Fue factor de la Real Hacienda del Cuzco y alcalde ordinario de esta ciudad, donde edificó la casa hoy llamada de los cuatro bustos, en cuya portada mandó labrar su retrato y los de su mujer, hijo y nuera.

## Origen familiar
De antiguo e hidalgo linaje del principado de Asturias, nació en el concejo de Salas en el primer tercio del siglo XVI.
Aunque su filiación exacta no está clara, descendía con seguridad —quizá por línea ilegítima— de los señores de la torre y palacio de los Valdés de la villa de Salas, vetusto solar de su linaje que después se sucedió en los marqueses de Mirallo y de Valdunquillo.

### Filiación tradicional
La literatura genealógica le tiene por hermano del arzobispo de Sevilla Fernando de Valdés y Salas, inquisidor general, presidente del Consejo de Castilla y fundador de la Universidad de Oviedo. La atribución de este parentesco se remonta a Luis de Valdés, en el primer tercio del siglo XVII.
Según esta filiación, que dan por buena Guillermo Lohmann y el P. Patac, fue hijo natural de Juan Fernández de Salas (o de Valdés), señor de la dicha torre, que sirvió a los Reyes Católicos y murió en 1500. Habría nacido entonces en la última década del siglo XV, fruto de la relación que tuvo su padre, siendo viudo, con Urraca Menéndez de Cangas, su manceba.
Según Méndez Silva (a quien siguen Trelles y el P. Patac), Juan de Salas tuvo tres hermanos enteros: dos hembras, que casaron con solariegos asturianos, y un varón llamado Fernando de Salas y Valdés, que fue colegial del Mayor de San Bartolomé de Salamanca, oidor de las Reales Chancillerías de Granada y Valladolid y consejero de Indias.
Tuvo, además, ocho hermanos consanguíneos, nacidos del matrimonio de su padre con Mencía de Valdés (o de Llano y Valdés), señora del coto de Mirallo en el concejo de Tineo y de la casa de Llano sita en la plaza de la villa de Cangas de Tineo. Entre estos, destacaron dos:
- Juan de Llano Valdés, el primogénito, señor de Mirallo y de las casas de Valdés, Salas y Llano, caballero de Santiago. Sirvió a la reina Doña Juana durante su reclusión en Tordesillas como su mayordomo y guarda mayor. Casó con Elvira Velázquez de Cienfuegos, de los señores de Allande. De estos proceden los marqueses de Mirallo y de Valdunquillo.[5]

- Fernando de Valdés, que nació en Salas año de 1583: el menor de los hijos legítimos. Probablemente su nacimiento fue causa de la muerte de la madre, ocurrida en dicho año. Fue arzobispo de Sevilla, inquisidor general, presidente de Castilla y fundador de la Universidad de Oviedo. Con prole ilegítima, extinta.[5]

### Crítica y conjeturas
La filiación expuesta plantea un grave problema de cronología. Para que Juan de Salas hubiera sido hijo de Juan Fernández, habría que adelantar unos treinta y cinco años su fecha de nacimiento estimada: de c.1525 a c.1490. Y más de cuarenta para que fuera, como le quiere Riva Agüero, hermano entero y legítimo del inquisidor Valdés.
A esta dificultad se suma que Juan de Salas Valdés no figura entre los parientes del arzobispo beneficiados por el famoso «reparto» de sus dineros, mientras que las dos señoras a las que se tiene por hermanas enteras suyas, hijas naturales de Juan Fernández de Salas, sí aparecen entre los favorecidos, como «hermanas de su señoría ilustrísima».
El testimonio de la heráldica nos inclina a descartar también que el Factor fuera hijo de don Fernando o de alguno de sus hermanos enteros. Ciertamente, las armas que mandó labrar en la portada de su casa (cuartelado de Salas, Valdés, Doña Palla y Doriga) se parecen mucho a las del inquisidor (cuartelado de Salas, Valdés, Llano y Doña Palla), pero la omisión del cuartel de Llano parece indicar que no era descendiente de Mencía de Llano y Valdés, la madre del arzobispo. Las armerías que eligió se limitan a la ascendencia paterna y materna de Juan Fernández de Salas.
Atendiendo al tiempo en que vivió, Juan de Salas Valdés pudo ser nieto (o biznieto) de Juan Fernández, o de un hermano suyo. Pero no deja de ser chocante que al componer su escudo hiciera ostentación de los blasones de cuatro linajes de un abuelo y evitara en cambio manifestar su ascendencia materna y la paterno-materna. Este ocultamiento nos lleva a pensar en una disparidad de rango social entre sus costados y en un posible origen espurio.
Y viene aquí a mano el hecho bien estudiado de que entre los Valdés de Salas hubo por entonces bastantes casos de clérigos que tuvieron prole sacrílega.

## Servicio a la Corona en el Perú
Juan de Salas Valdés pasó al Perú en 1543, siendo muy mozo, en el séquito del virrey Blasco Núñez Vela. Aquí tendría sobrada ocasión de mostrar su brío militar al servicio del Emperador, pues por entonces se libraban a la vez dos empeñadas guerras: la de conquista de este reino y otra civil entre los conquistadores. Hizo sus primeras armas sofocando la rebelión de los encomenderos que encabezaba Gonzalo Pizarro, y después sirvió en diversos destinos militares.
Para recompensar su actuación en la guerra de los encomenderos, se le hizo merced del oficio de intendente de los Reales Quintos, lo que dio principio a su exitosa carrera funcionarial al servicio de la Real Hacienda. Después fue durante bastantes años factor de la ciudad y corregimiento del Cuzco, cargo importante y lucrativo de la administración indiana.
También en premio de sus servicios, recibió varias encomiendas o repartimientos de indios. Consta que en 1559 poseía una en Taraco que le había sido concedida por tres vidas, es decir: que se había de suceder en su familia por dos generaciones más.
Estuvo muy vinculado al cabildo del Cuzco, cuyos cargos eran por entonces cadañeros (de duración anual). Dos veces fue elegido alcalde ordinario: en 1559 y en 1567; también figura como regidor en 1560 y 1564, y en 1572 era procurador mayor de la ciudad. Después de sus días, en los años 1583 y 1587 volvió a ser elegido alcalde un Juan de Salas, que sería algún pariente suyo.
Entre 1571 y 1572 alcanzó el cénit de su influencia local como hombre de confianza en el Cusco del virrey Francisco de Toledo, quien le nombró secretario suyo.
Edificó en la repetida ciudad la casa hoy llamada de los cuatro bustos, en cuya portada mandó labrar su retrato y los de su mujer, su hijo Fernando y su nuera, así como un escudo cuartelado con las armas de Salas, Valdés, Doña Palla y Doriga.
Falleció en el Cusco en 1585, habiendo fundado mayorazgo en favor de su primogénito.

## Matrimonio y descendencia
Juan de Salas Valdés contrajo matrimonio en el Cuzco hacia 1560 con Usenda de Bazán y Tordoya, una joven criolla de origen extremeño. Ambos fueron enterrados en la capilla que fundaron y dotaron, colateral del lado del evangelio, en la iglesia conventual de San Agustín de dicha ciudad. El retrato de esta señora es el primero de los que se ven labrados en el dintel de la casa de los cuatro bustos. Era hija del capitán Gómez de Tordoya y Vargas y de María de Chaves, su mujer, naturales ambos de Salvatierra de los Barros. El suegro fue un destacado conquistador del Perú y combatió del lado realista en la guerra contra los almagristas. Murió en la batalla de Chupas (1542), donde se hallaba a las órdenes del gobernador Vaca de Castro.
Tuvieron seis hijos:
1. Mariana de Chaves y Valdés, nacida en el Cuzco. Tuvo por marido a Francisco de Loaysa, de igual naturaleza, capitán de Infantería, que también fue alcalde de dicha ciudad y de la de los Reyes. Hijo del conquistador Alonso de Loaysa, natural de Trujillo (Extremadura), y de María de Ayala y Castilla, que lo era de Sevilla, hija a su vez de Lorenzo Mejía de Figueroa, a quien Gonzalo Pizarro mandó decapitar, y de Inés Peraza de Ayala, que pasaron al Perú en 1542.[17] Procrearon a
  1. Francisco de Loaysa y Castilla, nacido en el Cuzco hacia 1594. Fue caballero de la Orden de Santiago desde 1622,[17] y familiar del Santo Oficio de la Inquisición del Perú. Casó en La Plata hacia 1636 con Luisa de Zárate y Maldonado, que era hermana entera de Lorenza de Zárate y Recalde, la mujer de su primo Alejo de Valdés y Bazán (el mayorazgo de la casa, a quien citaremos más abajo). Hija de Diego de Irarrazábal Andía y Zárate (o de Zárate Andía e Irarrazábal), caballero de Calatrava, natural de Santiago de Chile, y de Leonor Maldonado de Amaya, su mujer, que lo era del Cuzco; sobrina carnal del maestre de campo Francisco de Andía Irarrazábal y Zárate, I marqués de Valparaíso, I vizconde de Santa Clara de Avedillo, capitán general de Chile, de las Canarias y de Galicia, virrey de Navarra y de Sicilia, trece de la Orden de Santiago, señor de las casas de Andía en la villa de Tolosa e Irarrazábal en la de Deva, ambas en Guipúzcoa; nieta de Francisco González de Andía Irarrazábal y Aguirre (o de Irarrazábal y Andía), señor de la villa de Santa Clara de Avedillo y de dichas casas, conquistador de Chile, paje y gentilhombre de boca del rey Felipe II, natural de Deva, y de otra Lorenza de Zárate y Recalde, que lo era de Sevilla, y materna de Juan Álvarez Maldonado, gobernador de la Nueva Andalucía, y de Ana Cornejo, naturales de Salamanca.[4][23] Con posteridad. Su hijo Diego de Loaysa fue caballero de Alcántara.[22]
  2. Usenda de Loaysa y Bazán, natural del Cuzco y que casó tres veces. La primera en 1624 con Diego de Vargas Carvajal, caballero de Alcántara, corregidor de Moquegua y de Cabanillas, teniente general del presidio y fuertes del Callao, quien a raíz del casamiento se avecindó en el Cuzco, donde murió sin prole poco después, y fue enterrado en la sepultura de los Loaysas. Hijo del extremeño Alonso de Vargas Carvajal, señor de Valero, caballero del mismo hábito, natural de Plasencia, que fue alcalde de la ciudad de Lima, gobernador y capitán general interino de la de Cartagena de Indias y almirante en la guerra contra el corsario Hawkins, y de María de Ribera y Dávalos, su segunda mujer, que de un marido anterior hubo vastas encomiendas en Arica y Tarapacá. Usenda de Loaysa contrajo segundas nupcias en 1628 con el calatravo Álvaro de Cervantes y Carranza, y su tercer marido, desde 1639, fue el santiaguista Diego Gómez de Sandoval. Pero de ninguno de ellos tuvo descendencia.[4][9]
2. Leonor de Tordoya y Bazán, que nació en la ciudad del Cuzco hacia 1565 y testó en la de Plasencia (Extremadura) el 30 de agosto de 1631, ante Diego López de Hinojosa.[24] Casó con el hidalgo extremeño Luis Paniagua de Trejo (o Trejo Paniagua de Loaysa), natural de Plasencia, que fue tío carnal del cardenal Trejo y Paniagua, presidente del Consejo de Castilla. Luis tuvo por hermanos, entre otros, a Francisca de Sande y Paniagua, la madre del cardenal, y a Gabriel Paniagua de Loaysa, II señor de la villa de Santa Cruz, caballero de Calatrava, natural de Plasencia y vecino de La Paz, que por matrimonio fue muy hacendado en la provincia de los Carangas y de quien provinieron los marqueses de Santa Cruz de Paniagua. Hijos los tres del capitán Pedro Fernández Paniagua, destacado conquistador del Perú, natural también de Plasencia, y de María de Trejo su mujer, de los señores de Grimaldo.[25] Estos cónyuges residieron unos años en el Cuzco, donde nacieron sus tres hijos, pero en 1596 pasaron a España.[26] Se avecindaron en Plasencia y su prole quedó arraigada en la península. Padres de
  1. Pedro Paniagua de Valdés, que sucedió en la casa paterna. Casó en Trujillo con María de Contreras Portocarrero, con prole.
  2. Usenda de Trejo Paniagua de Loaysa, que casó en 1611 con Jerónimo de Zúñiga Piñán Carrillo y Melgarejo, señor de Valparaíso de Abajo en tierra de Huete, caballero de Calatrava, natural de Madrid, hijo mayor de Jerónimo Piñán de Zúñiga, corregidor de las ciudades de Plasencia, Huete y Cuenca, y de Inés Carrillo de Alarcón, su mujer.[27] Con prole.
  3. Y María de Trejo y Paniagua, que casó con su tío el oidor Juan de Salas y Valdés, hermano de su madre, a quien se filiará más abajo.[25]
3. Blanca de Salas casó con Gaspar de Loaysa, que era hermano de su cuñado Francisco (el marido de Mariana, arriba meritado), hijo también de Alonso de Loaysa y de María de Ayala y Castilla. Fueron padres de Juan de Loaysa y de Lorenzo de Loaysa, caballero de Santiago.[28]
4. Fernando de Valdés y Bazán, que nació en el Cusco hacia 1575 y como primogénito sucedió en la casa de su padre. Casó con Leonor de Tordoya, su sobrina segunda, de igual naturaleza, hija de Gómez Julio de Tordoya y Ojeda, familiar del Santo Oficio, y de Mayor Palomino de Riberos, su mujer, naturales también del Cusco; nieta del capitán Juan Julio de Ojeda y de otra Leonor de Tordoya, nacida en Valverde de Leganés (Extremadura) y que era hermana de Usenda de Bazán, la madre de su marido.[4] Padres de
  1. Mayor de Bazán y Valdés, natural del Cuzco, donde casó en 1622 con Nicolás Dávalos de Ribera y Figueroa, corregidor de Aymaraes, regidor perpetuo de la ciudad de Lima, poseedor del mayorazgo de los Dávalos y encomendero de Hurin-Ica (en tercera y última vida). Hijo y sucesor de Juan Dávalos de Ribera, segundo poseedor de dicha encomienda, caballero de Calatrava, poeta elogiado por Cervantes y amigo suyo, general del puerto del Callao, alcalde de Lima, corregidor de Cañete, y de Leonor de Figueroa y Santillán, su mujer, nacida en Lima; nieto del conquistador Nicolás de Ribera el Viejo, uno de los Trece de la Fama, natural de Olvera, y de Elvira Dávalos y Solier, que lo era de La Española, fundadora del mayorazgo, y materno del licenciado Hernando de Santillán y Figueroa, oidor de la Audiencia de Lima y presidente de la de Quito, que después de viudo se ordenó in sacris y fue obispo electo de Charcas, y de Ana Dávila, naturales ambos de Sevilla. Con dilatada sucesión en el Perú.[4][9]
  2. Alejo de Valdés y Bazán, señor de la casa de Valdés del Cuzco, alcalde ordinario de esta ciudad,[23] caballero de la Orden de Calatrava,[29] que nació hacia 1607. Este señor y su yerno Lorenzo de Zárate, de quien se hablará en seguida, fueron hallados culpables de la muerte en duelo de Agustín Sarmiento de Sotomayor, vizconde del Portillo, ocurrida en 1652 en el lugar de Arcopunco, arrabal del Cuzco. Condenados solidariamente a indemnizar a la viuda con 40.000 pesos, los dos sufrieron confiscación de sus bienes.[30] De resultas se perdió buena parte del patrimonio familiar, y también la casa de los cuatro bustos. Contrajo matrimonio en Potosí, año de 1627, con Lorenza de Zárate y Recalde, natural de La Plata, hija de Diego de Irarrazábal Andía y Zárate (o de Zárate Andía e Irarrazábal), caballero también de Calatrava, natural de Santiago de Chile, y de Leonor Maldonado de Amaya, su mujer, que lo era del Cuzco, y sobrina carnal del I marqués de Valparaíso. Esta señora era hermana de Luisa de Zárate, arriba citada como mujer de Francisco de Loaysa, donde se expuso con detalle su filiación.[4][23] Tuvieron por hijos a
    1. Juan de Salas Valdés y Zárate, por quien siguió el mayorazgo, ya muy esquilmado.[22]
    2. Y Leonor de Valdés y Zárate, natural del Cuzco, que murió bajo testamento hecho en Lima el 30 de julio de 1679 ante Pedro Pérez Landero. Casó con Lorenzo de Zárate y Castilla, su deudo, natural de la entonces villa de San Clemente de Mancera, donde falleció viudo el 4 de agosto de 1684 habiendo otorgado poder para testar. Hijo de Pedro José de Zárate y Verdugo, caballero de Santiago (1643), capitán de arcabuceros de la Guarda del Reino del Perú, natural de Lima, y de Francisca Osorio de Castilla y Barba; sobrino carnal de Alonso de Zárate y Verdugo, caballero de Calatrava y alcalde del crimen de Lima; nieto de Lorenzo de Zárate y Solier, caballero de Alcántara, capitán de la misma Guarda, y de Inés Verdugo y Bravo de Lagunas, naturales de Lima, y materno de Luis Osorio de Castilla. Con sucesión en los Zárate limeños, marqueses de Montemira y condes del Valle de Oselle.[23]
5. Usenda de Valdés, nacida en el Cusco, quien —al final de su vida y por muerte de su nieto Francisco de Valdés y Montalvo— sucedió en un mayorazgo con asiento en Madrid que habían fundado Antonio de Salas Valdés (su yerno y deudo) y Mariana de Montalvo (su hija), padres de dicho Francisco. Contrajo matrimonio en su ciudad natal con el español Juan de Montalvo y Olivera, natural y regidor perpetuo de la villa de Olmedo, que había pasado al Perú para acompañar a su tío fray Gregorio de Montalvo, obispo del Yucatán y del Cuzco, pero después regresó con su mujer a Olmedo, donde poseyó la casa y mayorazgo de su familia. Fue hijo y sucesor de Diego García de Montalvo y Olivera, hermano de dicho obispo, vecino y regidor de Olmedo, donde finó en 1599, y de Juana de Montalvo, su mujer; nieto de otro Juan de Montalvo, vecino y regidor de Coca, y de Angelina de Olivera y Contreras, y materno del licenciado Ruy Pérez, alcalde mayor del duque de Alburquerque don Beltrán de la Cueva, y de Inés de Orozco y Montalvo.[31] Tuvieron tres hijos:
  1. Diego de Montalvo y Valdés, natural del Cuzco, que sucedió en los vínculos de sus padres y falleció en Olmedo bajo testamento otorgado en esta villa el 30 de diciembre de 1627 a fe de Agustín de Oro. Mandaba ser enterrado en la capilla mayor de la iglesia de San Andrés, en el sepulcro que allí tenía de su padre. Casó con María Antonia de Ortega Salazar y Ulloa, natural de Palencia y bautizada en San Miguel el 16 de septiembre de 1603, hija de Antonio de Ortega y Ulloa, natural y vecino de Palencia, y de María Fernández de Salazar y Villegas, nacida en Palenzuela, de los señores de Ciadoncha.[31][32] Tuvieron por hijos a
    1. Juan Antonio de Montalvo y Ortega, natural de Olmedo, que vistió el hábito de Santiago en 1632 y poseyó los mayorazgos familiares. Fue casado con Isabel de Salazar y Frías, pero murió sin sucesión.[31][32]
    2. Y Usenda de Montalvo y Ortega, natural de Olmedo, bautizada en San Andrés el 15 de junio de 1628 y que por muerte de su hermano sucedió en los mayorazgos de Montalvo de Olmedo, Ortega de Palencia y Valdés de Madrid. Casó con Melchor de Brizuela y Vallejo, señor de las villas de Apellániz y Erenchun en Álava y de la casa de Vallejo en el Valle de Mena, regidor perpetuo de la ciudad de Burgos, que sirvió a S.M. muchos años en el Perú, corregidor de Condesuyos y de Abancay. Natural de Fuenterrabía, fue bautizado en Santa María el 17 de marzo de 1630, hijo de Íñigo de Brizuela y Urbina, poseedor de los mismos estados, alférez mayor de la Orden de Santiago y comendador de Oreja, maestre de campo en Flandes, gentilhombre de boca del archiduque Alberto, alcaide y gobernador de Fuenterrabía, teniente general de Guipúzcoa, gobernador y capitán general de las islas de Canaria y presidente de su Real Audiencia, natural de Miranda de Ebro, y de Francisca de Maluenda y Medina, su mujer y deuda. Con sucesión en los marqueses de Castrofuerte.[31][32][33]

  2. Mariana de Montalvo y Valdés, que casó con Antonio de Salas Valdés, su deudo, caballero de Alcántara, oidor en La Coruña, alcalde del crimen en Valladolid, procurador en Cortes por esta ciudad, corregidor de la de Córdoba, alcalde de Casa y Corte, consejero de Castilla, Hacienda y Cruzada, hijo del doctor Diego de Valdés, catedrático de Valladolid y oidor en Granada, y de Antonia Osorio su mujer; nieto de Diego de Valdés, de la casa de Salas, y de Catalina de Doriga y Valdés, y materno de Miguel Osorio y de Juliana de Valdés y Ribera.[34][35] Estos cónyuges fundaron el mayorazgo de Valdés de Madrid y tuvieron dos hijos:
    1. Benito de Valdés y Montalvo, caballero de Santiago y colegial de San Pelayo, que murió en Madrid el 26 de junio de 1644: en vida de su padre y de edad de quince años y medio.[35][36]
    2. Y Francisco de Valdés y Montalvo, caballero de Alcántara y primer poseedor del vínculo que fundaron sus padres. Nacido en Córdoba año de 1630, murió de edad temprana y sin prole, aunque casado, y la casa recayó en su abuela materna. Fue su mujer María de Sardaneta y Mendoza, hija de Francisco de Sardaneta y Mendoza, regidor de Madrid, caballerizo del rey Felipe IV, y de Francisca González su mujer, hija del licenciado Marcial González, fiscal del Consejo de Hacienda, y de Catalina Nieto de Trillanes.[35][36]

  3. Isabel de Montalvo y Valdés, que nació hacia 1605. Fue por un tiempo barragana de Gaspar de Bracamonte y Guzmán, que entonces era clérigo, canónigo de Toledo, y después fue conde de Peñaranda y grande de España por matrimonio con una sobrina suya (con la que tuvo prole en que siguió la casa). Caballero de Alcántara, colegial de San Bartolomé y gentilhombre de cámara del rey Felipe IV, hizo carrera política en este reinado bajo la protección de Olivares, escalando los más altos puestos de la monarquía: ministro de los Consejos de Castilla y Estado, presidente de los de Órdenes, Indias e Italia, enviado en el Congreso de Münster y ante la dieta imperial de 1657, virrey de Nápoles y miembro de la Junta de Regencia. Hijo segundón de Alonso de Bracamonte y Guzmán, I conde de Peñaranda, y de Juana Pacheco de Mendoza, su mujer, de los condes de la Puebla de Montalbán.[37] De esta unión sacrílega nació una hija:
Juana Clara de Bracamonte y Montalvo, que casó con Alonso Márquez de Prado y Peñaranda, caballero de Alcántara, colegial del Mayor del Arzobispo, oidor en Valladolid y consejero de Castilla, que nació en Segovia el 18 de junio de 1614 y finó en Madrid el 14 de marzo de 1693, hijo de otro Alonso Márquez de Prado, natural de El Espinar, y de Isabel de Peñaranda Márquez, que lo era de Segovia. Con posteridad. Padres del I marqués del Arco.[38]

  4. Y Juan de Montalvo y Valdés.[31]
6. Y Juan de Salas y Valdés, que nacería en el Cuzco hacia 1580 y era de corta edad cuando murió su padre. Enviado a estudiar a Salamanca, fue colegial de San Pelayo y del Mayor de Oviedo. Su carrera de funcionario de toga transcurrió en la península y no parece que volviera nunca al Perú: fue oidor en La Coruña y Valladolid y del Consejo de S.M. No se ha de confundir a este Juan de Salas con un «primo» suyo de igual nombre (y unos 25 o 30 años mayor que él), de quien trataremos más abajo, que sí figuró mucho en la sociedad cuzqueña de finales del XVI y fue llamado el Mozo para distinguirle de su tío el Viejo. El que aquí exponemos, hijo legítimo del Factor y de Usenda de Bazán, casó en España con su sobrina María de Trejo y Paniagua, arriba filiada como hija de su hermana Leonor,[25] con quien tuvo al menos esta hija:
María Juana de Salas y Trejo, que casó con Gedeón de Hinojosa Montalvo y Gasca, del hábito de Santiago, caballerizo de S.M., capitán de caballos corazas de una de las compañías de las Órdenes Militares, corregidor de las ciudades de Úbeda y Baeza, natural de Trujillo y primer poseedor de un mayorazgo fundado por su padre. Hijo de Manuel Francisco de Hinojosa y Montalvo, también del santiaguista y caballerizo real, corregidor de Trujillo, consejero de Hacienda en la Contaduría Mayor, y de Juana Gasca Salazar y Vela, naturales ambos de Madrid; nieto de Gedeón de Hinojosa, caballero de Santiago, del Consejo y Cámara de Castilla, natural de Jerez de la Frontera, y de Catalina de Montalvo y de la Cárcel, que lo era de Martín Muñoz de las Posadas, y materno de Diego Gasca de Salazar, consejero asimismo de Castilla, natural del Barco de Ávila, y de María Vela y Ponce de León, que lo era de Ávila.[39][40][41] Tuvieron por hijo y sucesor a
Gedeón Manuel de Hinojosa Montalvo y Gasca, caballerizo de S.M.,[41] que nació en Úbeda hacia 1660. Casó en Madrid el 11 de mayo de 1689 (iglesia de San Sebastián, velándose en la de San Martín el 13 de septiembre de 1690), con Petronila de Londoño y del Vado, natural de Lima, hija de Sebastián de Londoño, caballero de Calatrava, y de Josefa Goenechea.[42]

## Parientes homónimos
El nombre de Juan, como el de Fernando, se repetía mucho en la extensa e intrincada parentela de los Valdés Salas, dando lugar a frecuentes casos de homonimia. A modo de desambiguación, enunciamos aquí a algunos parientes de Juan de Salas Valdés que se prestan a ser confundidos con él y que vivían en Asturias o en el Perú durante el siglo XVI:

- Juan de Salas Valdés, burócrata del primer tercio del siglo XVI. Autor de dos cartas conservadas en el Archivo de Indias bajo el siguiente título: Dos cartas escritas al presidente del Consejo de Indias en 4 y 11 de agosto de 1520 sobre lo perjudicial de que los extranjeros fueren partícipes en el asiento de Havería.[43]

- Juan de Salas de Villamar, señor de la torre de Villamar en el concejo de Salas y fundador de su vínculo en 1563. Fue corregidor de Soria, nombrado en 1540. Era sobrino carnal del arzobispo Valdés: hijo primogénito de Fernán García de Doriga el Viejo, señor de la casa de Doriga en el concejo de Salas, y de María de Valdés, su mujer, que era hermana mayor y entera del inquisidor. Casó con María de Yebra y tuvo descendencia en que siguió la casa de Villamar, con el apellido Salas.

- Juan de Salas, hijo segundo del anterior. Natural del concejo de Salas, pasó al Perú en 1563 al servicio de Lope García de Castro, presidente de la Audiencia de Lima.[44]

- Juan de Salas Villamar y Quiñones, señor de Lagunas de Somoza y de la casa de Villamar, alférez mayor de Pravia. Sobrino carnal del anterior y nieto mayor del Juan de Salas de Villamar que se citó antes. Nacería a mediados del siglo XVI. Casó con María de Doriga, con descendencia en que siguió su casa.

- Un Juan de Salas, o de Salas Valdés y Vélez, fue alcalde ordinario del Cusco en los años 1583 y 1587.[21]

- Un Juan de Salas Valdés, vecino del Cuzco, litigaba por los años 1593 a 1596 con Pedro Carrillo de Soto, de la misma vecindad, sobre la posesión de indios de los repartimientos de Sicán y Caranco.[45]

- Un Juan de Salas Valdés figura en un pleito que se siguió en 1597 ante el corregidor del Cuzco y en el que los indios de Anta, representados por el procurador de los naturales, le acusaban de haber usurpado unas tierras.[46]

- Juan de Salas Valdés (c. 1557-c. 1630), general de la Armada de la Carrera de Indias, caballero de Calatrava, capitán general de la Flota de Tierra Firme. Era sobrino nieto del arzobispo Valdés y sobrino carnal del primer Juan de Salas de Villamar. Hijo ilegítimo de Fernán García de Doriga el Mozo, señor de la casa de Doriga, quien le tuvo (siendo ya viudo al parecer) con Inés Fernández de Cabruñana su criada; nieto de Fernán García de Doriga el Viejo y de María de Valdés. En 1573 era menor y  estaba bajo la cura de su hermano García de Doriga, con quien vivía en Doriga. Sirvió en la segunda Jornada del Estrecho de Magallanes, a la órdenes de Diego Flórez de Valdés, y fue corregidor de Arica en el Perú (1620).[47]

- Juan de Salas Valdés, hijo segundo del biografiado, nacido en el Cuzco hacia 1580. Fue colegial del Mayor de Oviedo en Salamanca, oidor en La Coruña y Valladolid. Casó con su sobrina María de Trejo y Paniagua. Ambos van citados en la descendencia del biografiado.

### Juan de Salas Valdés el Mozo
y su descendencia
Excusando el orden cronológico en que se ha intentado enunciar a los anteriores parientes homónimos de Juan de Salas Valdés el Viejo o el Factor, hemos dejado para el final a un «sobrino» suyo que le fue especialmente allegado:
- Juan de Salas Valdés, a quien llamaban el Mozo, precisamente para distinguirle de su tío el Factor. Nacido a mediados del siglo XVI, fue gentilhombre de la Compañía de Lanzas de a caballo del Perú, alguacil mayor de la ciudad del Cuzco y corregidor de Luya y Chillaos (1682).[48] Sería muy verosímil identificarle con el homónimo antes mencionado que fue alcalde del Cuzco en los años 1583 y 1587. Y con el que fue demandado en 1597 por usurpación de unas tierras. Casó con Catalina Guerrero y Soto, hija de Gonzalo de Soto: otro conquistador y encomendero del Perú. El suegro había pacificado el Tucumán y el Río de la Plata, y se avecindó en el Cuzco. A raíz de este casamiento, Juan el Mozo tuvo por cuñado a Martín de Soto, encomendero de los repartimientos de Carauco, Quintillacta y Ullacache, que después fue jesuita. Al entrar en religión, Martín solicitó que en las encomiendas le sucediese su cuñado Juan de Salas.[18] Parece que también casó con Luisa Guerrero y Soto.

Ana Ángela de Salas Valdés y Zárate, natural del Cuzco, casó con Diego de Navia y Bernaldo de Quirós, oidor de la Audiencia de Charcas, natural de la villa de Navia en Asturias. Padres de
1. Juan de Navia Salas y Valdés, que fue alcalde ordinario y procurador general de la ciudad del Cuzco.[49]
2. Luisa de Navia Salas y Valdés, que casó con Pedro de Peralta y de los Ríos, I conde de la Laguna de Chanchacalle, caballero de Calatrava, natural y vecino del Cuzco, hijo de Diego de Peralta y Mejía y de Catalina Gutiérrez de los Ríos. Pedro falleció sin sucesión, viniendo a recaer el título en José de Peralta, quien no pudo redimirlo. Se dio para la reedificación de las murallas de Lima y costó 30.000 pesos.[50]
3. Guiomar de Navia Salas y Valdés, nacida en Charcas el 12 de noviembre de 1654, y que casó con Diego de Esquivel y Jaraba, I marqués de San Lorenzo de Valle Umbroso, natural del Cuzco. Con sucesión.[16]

Pleito de hidalguía de Tadeo José Bravo de Rivero. a. 1791, sig. 1225. Extractado por Emilio de Cárdenas Piera en Pleitos de hidalguía que se conservan en el Archivo de la Real Chancillería de Valladolid, t. VII (Madrid: Hidalguía, 1995), n.º 2.112, pp. 42-45: p. 44.